# Le Petit Fiacre
Pour plus de détails, voir Fiche technique et Distribution.
Le Petit Fiacre (Το αμαξάκι (To amaxaki)) est un film grec réalisé par Dínos Dimópoulos et sorti en 1957.

## Synopsis
Dans l'Athènes des années 1950, M. Anestis, un cocher subit de plein fouet la concurrence des automobiles. Il refuse cependant de changer de métier. Il vit avec Annoula, une orpheline qui devrait épouser son fils Nikos. Cependant, ce dernier a émigré pour trouver du travail. Le vieil homme et la jeune femme partage leur misère et leur tristesse. M. Anestis est obligé à vendre son fiacre. Cela lui fend le cœur. Il survit en vendant des cigarettes à la sauvette dans les rues de la capitale. Il est finalement terrassé par une crise cardiaque en pleine rue. De retour, Nikos épouse Annoula. Leur première visite est pour la tombe du vieil homme mort de chagrin.

## Fiche technique
- Titre : Le Petit Fiacre
- Titre original : Το αμαξάκι (To amaxaki)
- Réalisation : Dínos Dimópoulos
- Scénario : Iákovos Kambanéllis et Nikos Kioussis
- Direction artistique :
- Décors : Markos Zervas
- Costumes :
- Photographie : Dínos Katsourídis
- Son : Markos Zervas
- Montage : Dínos Katsourídis
- Musique : Mános Hadjidákis
- Production :  Finos Film
- Pays d'origine :  Grèce
- Langue : grec
- Format :  Noir et blanc
- Genre : Drame social
- Durée : 106 minutes
- Dates de sortie : 1957

## Distribution
- Oréstis Makrís
- Vassílis Avlonítis
- Georgía Vassiliádou
- Antigoni Valakou
- Pandelis Zervos

## Récompenses et distinctions
- Sélection au Festival international du film de Karlovy Vary 1958.